# Jupiter tiède
Un(e) Jupiter tiède (en anglais warm Jupiter) est une planète géante gazeuse de masse comparable ou supérieure à celle de Jupiter (1,9 × 1027 kg) dont la température est comprise entre environ 500 et 1 000 kelvins (~230 et 730 °C).

## Exemples

### Planètes réelles
- CoRoT-9 b : M = 0,84 ± 0,07 MJ, R = 1,05 ± 0,04 RJ, T = 250 ~ 430 K : planète en transit la plus froide connue lors de sa découverte
- Kepler-448 b (KOI-12 b) : M = 10 (+0
−9.999) MJ, R = 1.44 (± 0.13) RJ[2]
- Kepler-432 b (KOI-1299 b)[3],[4],[5] : M = 5,86 ± 0,05 MJ, R = 1,08 ± 0,03 RJ, T(équilibre, A=0,27) = 942 ± 20 K (néanmoins, avec une excentricité de 0,479 ± 0,004, une différence de température de l'ordre de 500 K est attendue entre l'aphélie et le périhélie), avec une température variant de ~500 à ~1000 K entre ces deux extrêmes)

### Planètes de fiction
- Bespin, dans Star Wars, épisode V : L'Empire contre-attaque.